# Nagy László (pszichológus)

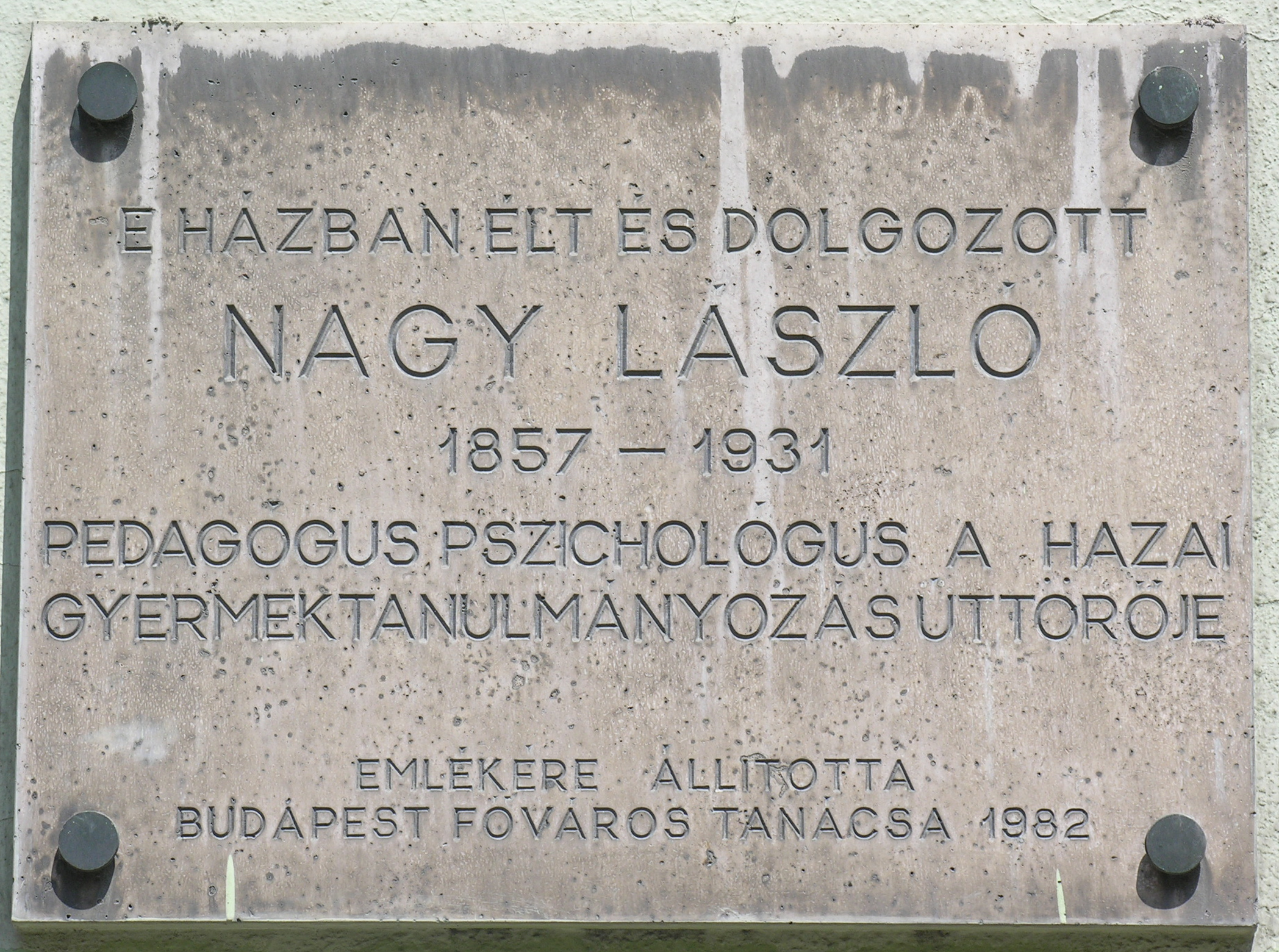
Emléktáblája, Budapest, VIII. kerület
Üllői út 16/b

Nagy László (Kisújszállás, 1857. június 27. – Budapest, 1931. február 25.) pedagógus, gyermekpszichológus. A magyarországi gyermektanulmányi mozgalom úttörője. Nagy László (1816–1875) tanfelügyelő fia.

## Életpályája
Édesapja id. Nagy László tanfelügyelő és tanügyi író, édesanyja ónodi Veres Mária, a kisújszállási főbíró lánya. Nagy László elemi iskoláit Nagykőrösön végezte, középiskolai tanulmányokat a budapesti református gimnáziumban folytatott, 1875-ben érettségizett. Felsőfokú tanulmányokat a budapesti egyetemen végzett, pályakezdőként a borsodi Bottlik család gyermekeihez fogadták fel nevelőnek. A középiskolai tanári diploma (1881) megszerzése után Budapest II. kerületében a tanítóképzőben tanított (1881-1907), majd VI. kerületi állami tanítóképző tanáraként működött. Természettudományi tárgyakat tanított, később főleg lélektant és pedagógiát.
1896-ban megszervezte a II. Országos és Egyetemes Tanügyi Kongresszust, melynek napirendjébe felvette a gyermekpszichológiai kérdések témakörét. Az 1899-ben megalapított Magyar Tanítóképző Intézeti Tanárok Egyesülete főtitkárává választotta, melynek folyóiratát, a Magyar Tanítóképző címűt szerkesztette. 1903-ban megszervezte a Gyermektanulmányi Bizottságot, 1906-ban megalapította a Magyar Gyermektanulmányi Társaságot, melynek haláláig ügyvezető elnöke volt, s szerkesztette a társaság folyóiratát, A gyermek c. folyóiratot.
A VI. kerületi állami tanítóképzőben lélektani laboratóriumot létesített, amely az ő irányítása alatt a kísérleti pszichológia és a gyermektanulmány továbbképző központjává vált. Az Apponyi Kollégiumban Nagy László kísérleti pszichológiát adott elő (1916). 1918-ban kinevezték tanítóképző intézeti szakfelügyelőnek. Az őszirózsás forradalomban és a tanácsköztársaság alatt vállalt szerepe miatt 1922-ben nyugdíjazták. Ő töretlenül folytatta gyermektanulmányi munkáját, megszervezte a Fővárosi Pedagógiai Szemináriumot, ahol lélektani laboratóriumot működtetett, amelyben főleg pályaalkalmassági vizsgálatokat végzett, haláláig azt vezette.

## Munkássága
A gyermektanulmány területén a gyermekek érdeklődésének, erkölcsi, érzelmi fejlődésének ciklusait, törvényszerűségeit tárta fel. Az érdeklődés témakörével kapcsolatban a gyermekrajzok elemzése segítette őt munkájában, s az a felismerés, hogy az érdeklődési folyamatot irányító legfontosabb elem az érzelem. Jeles európai pszichológusok is felfigyeltek Nagy László eredményeire, köztük Ernst Meumann (1868-1915) kísérleti pszichológus, Jean Piaget svájci pszichológus. Lélektani vizsgálatai szinte valamennyi esetben pedagógiai indíttatásúak voltak, a gyermeki lélektani fejlődési folyamatok megismeréséhez új pedagógiai módszerereket, eszközöket, új tanterveket dolgozott ki a pedagógusok számára.
Szembement a korabeli oktatásban uralkodó verbalizmussal, az iskolai tanítást Nagy László nem az ismeretek felől közelítette meg, hanem a gyermekek személyiségének fejlődése felől. A tantermekben töltött időt szerinte csak az ismeretek összefoglalására, rögzítésére és tudatossá tételére kell fordítani. A tanulókat az öntevékenység, az aktivitás révén kell eljuttatni a problémamegoldáshoz. Egy munkaiskola-elmélet, szaktanítási elmélet, művészeti nevelés-elmélet is kifejezésre jut Nagy László didaktikai és tantervi koncepcióiban, melyeknek alapelvei: az egyéni szabadság, a nemzeti közösségi tudat ápolása, a közösségi érzés fejlesztése és a demokrácia.
Ugyanekkor tudatában van annak, hogy az iskola gyermekvédelmi intézmény is, kötelessége tehát a gyermekek egészségének, erkölcsének védelme és a tehetséggondozás. Reformtervei egyenesen Eötvös József 1870-ben készült javaslataihoz kapcsolódtak. Magyarországi pedagógusok, pszichológusok (többek között Kemény Gábor, Baranyai Erzsébet, Mérei Ferenc) sokat merítettek Nagy László pszichológiai és pedagógiai munkásságából, hogy emberibbé, hasznosabbá és eredményesebbé tegyék az iskolai oktatást.

## Művei
- Emlékirat a felvétel, tanterv és tanítóképesítés ügyében. Bpest, 1890.
- Emlékirat a tanítóképző tanárok fizetése, képesítése és alkalmazása ügyében. Bpest, 1896.
- A gyermekpsychologia Olaszországban. Bpest, 1896.
- A tanítók egyesületi életének fejlesztése. Bpest, 1898. (Ezek különnyomatok a Magyar Tanítóképzőből).
- Az országos és egyetemes tanügyi kongressus története. Bpest, 1898. (A kongressus Naplójából különnyomat).
- A gyermekek kora érettségéről. (A budapesti nemzetközi gyermekvédő congressuson tartott előadás). Bpest, 1899.
- A gyermeki lélek megfigyelése. Bpest, 1901. (Különny. a Néptanítók Lapjából).
- Megfigyelések a gyermekek társaséletéről. Bpest, 1901. (Különnyomat a Magyar Tanítóképzőből).
- A gyermek képzelete. Bpest, 1902. (Különnyomat a Magyar Pestalozziból).
- A gyermek tanulmányozása. Bpest, 1902. (Különnyomat a Népnevelők Lapjából).
- Rajongás és szerelem. Bpest, 1902. (Különnyomat a Magyar Pestalozziból).
- Schvarcz Gyula mint kulturpolitikus. A magyar paedagogiai társaság 1902. jan. 25. közgyűlésén tartott emlékbeszéd. Bpest, 1902.
- A gyermek tanulmányozása az amerikai tanítóképző intézetekben. Bpest, 1903. (Különnyomat a Magyar Tanítóképzőből).
- Fejezetek a gyermekrajzok lélektanából. Budapest, 1905.
- A gyermektanulmányozás mai állapota. Budapest, 1907.
- A gyermek érdeklődésének lélektana. Budapest, 1908.[2][3]
- A háború és a gyermek lelke. Budapest, 1915.
- Az Új Iskola célja, pedagógiai és didaktikai alapelvei, tantervének megokolása. A Gyermek, 1916. 22-31; 285-294. p.
- A magyar közoktatás reformtervezete. A Gyermek, 1919. 210-215. p.
- Didaktika gyermekfejlődéstani alapon. (A nyolcosztályú egységes népiskola tanterve. II. rész.) Budapest, 1921.